# They Do It with Mirrors
They Do it with Mirrors (Um passe de mágica, no Brasil / Jogo de espelhos, Portugal) é um romance policial de Agatha Christie, publicado em 1952. É o sexto livro a contar com a participação da detetive amadora Miss Marple.

## Enredo
Miss Marple visita sua amiga dos tempos de escola, Ruth Van Rydock. Ruth teme que algo estranho esteja acontecendo na mansão de sua irmã, Carrie Louise, e pede que Miss Marple vá visitá-la.
Carrie Louise está em seu terceiro casamento. Sua mansão transformou-se em centro de recuperação de delinquentes juvenis, uma tarefa que muito entusiasma seu marido, Lewis Serrocold. Também residem ali Mildred Strete, filha e única parente consanguínea de Carrie Louise; Gina(neta de Carrie, filha de Pippa, a filha adotiva falecida de Carrie), casada com o norte-americano Walter Hudd; Julie Bellever, a governanta; Stephen e Alex Restarick, filhos do segundo marido de Carrie Louise, e Edgard Lawson, assistente de Lewis Serrocold.
Um dia, Christian Gulbrandsen, filho do primeiro marido de Carrie Louise, chega à procura de Lewis. Ninguém sabe muito bem o que ele quer, mas imagina-se que sejam assuntos ligados a negócios. À noite, ele se recolhe a seu quarto para escrever uma carta e acaba por ser encontrado morto, atingido por tiros de revólver. A carta que estivera escrevendo desaparece. Miss Marple entra em ação.